# Цоньо Неделкин
Цоньо Василев Неделкин с псевдоним Син селски е роден на 16 ноември 1930 г. в село Галиче, област Враца.

## Биография
Завършил е специалност география в Софийския университет „Климент Охридски“. През 1956 г. във връзка с унгарските събития е изключен от Университета, но през следващата година е възстановен. Тридесет години работи като учител в град Копривщица, и е прочут сред обществеността с тънкия си хумор. Пенсионира се като директор на СОУ „Любен Каравелов“. Първоначално е директор на Климатичния пансион, преди обединението му с начално училище „Св. св. Кирил и Методий“ и гимназия „Любен Каравелов“.
Възпитаник на Галишкото училище и гимназия, той се увлича от земеделската идея и въздържателното движение. Още като ученик започва да реди поетични строфи, посветени на селската действителност в Златията, Припека, Горуняка – галишки местности. Първото му стихотворение, излязло през 1945 г., е озаглавено „В ливадите“ и е отпечатано във вестник „Нов живот“. През 1987 г. става известно. че води кореспонденция с Пеньо Пенев,
Публикувал е свои творби в някои регионални и национални вестници и списания, като „Литературен форум“, „Народна култура“, „Пулс“, „Стършел“, „Български воин“, „Здраве“, „Жената днес“, „Читалище“ и е сътрудник на „Земеделско знаме“, „Народна армия“, „Вечерни новини“, „Софийска правда“, „Учителско дело“, „Трудово дело“, „Отечествен фронт“, „Труд“, а след промените през 1989 г. в „Трета възраст“, „Камбана“ – Пирдоп, „Вселена“ – Монтана, „Зов“ – Враца, „Слово плюс“ – Враца, в списанията „Здраве“, „Отечество“, „Семейство и училище“, „География“ и др. Участвал е в литературни сборници, включително сборника „Детелина“ (2 том), издание на СПЗ. Печели национални литературни конкурси, като негови произведения са използвани от Българското национално радио.
Член е на Съюза на писателите-земеделци в България.
На 25 април 2007 година Цоньо Неделкин е обявен за почетен гражданин на град Копривщица.
| „ | Сега за мен Копривщица е сън. В дланта й сложих тридесет години. А тя за мен - човек дошъл отвън, дари любов, която не премина... | “ |